# Söderåkra
Söderåkra är en tätort i Söderåkra socken i Torsås kommun i Kalmar län.
Denna kustnära ort ligger nästan mitt emellan Kalmar och Karlskrona, till vilka man tar sig via den intilliggande E22:an.

## Historik

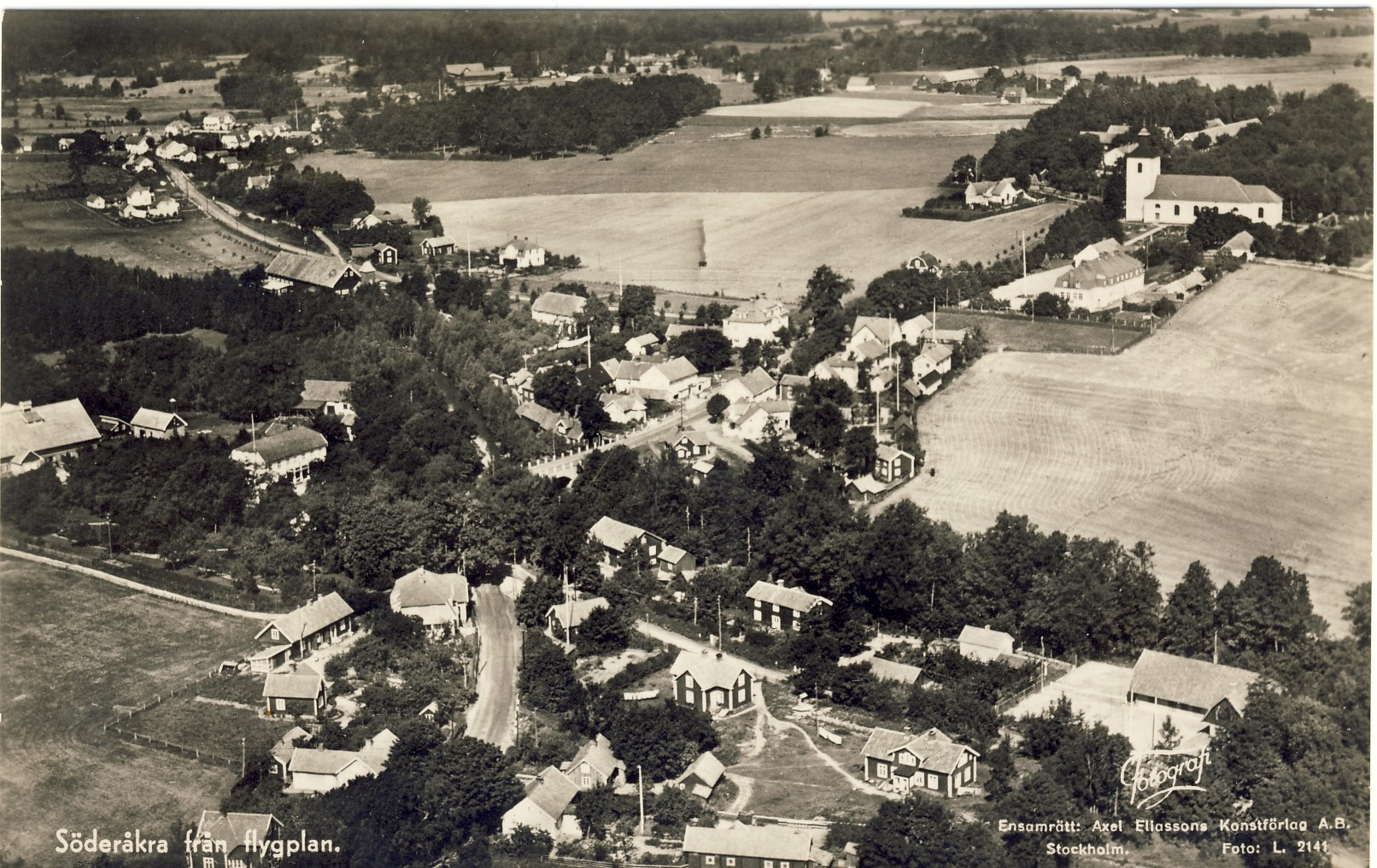
Söderåkra från luften, ca 1920–1930.

Bygden kring Söderåkra har varit bebodd under en lång tidsrymd. De äldsta kända spåren dateras till före 8300 f.Kr. Bebyggelse tycks sedan ha varit ganska vanligt förekommande under stenåldern och fram till början av yngre järnåldern, ca 500-talet e.Kr. Från yngre järnålder är spåren betydligt färre. En uppgift om en vikingatida silverarmring finns bland annat som skall ha påträffats i "Söderåkra by". Några enstaka anläggningar har också vid arkeologiska undersökningar daterats till perioden ca 450–1000 e.Kr. Från tidig medeltid finns två härdar, med Kol 14-metoden daterade till 1000–1200-tal. Dessa härdar påträffades vid en undersökning vid Söderåkra sjukhem 1992. Strax öster om Söderåkra kyrka påträffades 1929 en gammal källare då kyrkogården skulle utvidgas. Ett medeltida utsmyckat stenblock påträffades i anslutning till källaren, men själva källaren kunde inte dateras närmare. Den kan dock vara medeltida. Den tidigare kyrkan i Söderåkra uppfördes på 1200-talet och stod på samma plats som den nuvarande från 1700-talet. Själva byn Söderåkra bör med ledning av dessa uppgifter kunna vara från äldre medeltid eller möjligen yngre järnålder.
Det första skriftliga omnänandet av Söderåkra är från 1507, då en "Jeppe i Söderåkra" finns omnämnd. År 1508 skickade och emottog electus i Linköping Hemming Gadh brev från riksföreståndaren Svante Nilsson. På 1540-talet bestod byn av två halva hemman. Det ena var klockarens gård, ett sämjehemman och det andra var ett kronohemman. Till hemmanen hörde också två kvarnar vid Bruatorpsån. Det fanns slutligen en kronoutjord i byn, som eventuellt indikerar en tidigare ödelagd bebyggelseenhet.

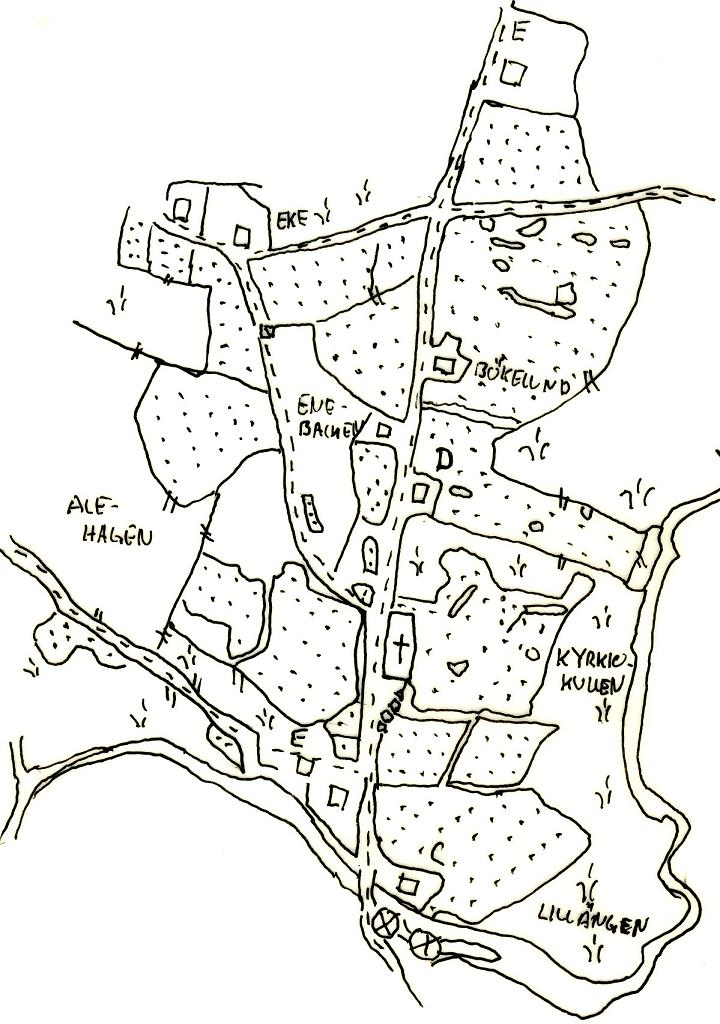
Efter storskifteskarta år 1800

En bild av hur byn såg ut får man första gången i och med de historiska kartorna. Den första som visar hela byn är en storskifteskarta från år 1800. Här framgår att byn låg i ägoblandning med Brod, Eket och Ekestorp. Det fanns tre hemman i Söderåkra. Klockaregården brukades av prosten Montelius som också brukade prästgården. Övriga var Norregården som hade tre brukare och Snällegården som hade två. I anslutning till gårdarna och längs landsvägen låg åkermarken och där utanför fanns ängs- och hagmark.
Söderåkras historia präglas mycket av dess läge i gränsbygderna mellan Sverige och Danmark. Dessa bygder drabbades ofta hårt av de otaliga krigen. I samband med freden i Brömsebro 1645 var en del av den svenska delegationen stationerad på Söderåkra prästgård. 
Efter näringsfrihetsförordningen 1846, då städerna förlorade sina privilegier i fråga om handel och hantverk, kom Söderåkra snart att byta ansikte. Området ovanför bron över Bruatorpsån började på 1860-talet att kallas för Nya torget. Här pågick under ett antal år torghandel, varannan torsdag var torgdag. Eftersom torsdagarna medförde bråk och oordning restes krav på att inskränka dem till ett par tillfällen om året. Snart nog upphörde de helt. I stället växte handelsbodar och affärer upp och området mellan ån och kyrkan blev Söderåkras första egentliga centrum. År 1857 fick Söderåkra sitt första skolhus, vid kyrkan i den byggnad som idag är församlingshem. Ny skola byggdes 1914-1915. År 1864 fick Söderåkra en provinsialläkare vilket gjorde orten till bygdens centrum i sjukvårdshänseende. En läkarbostad byggdes på 1860-talet och den första sjukstugan kom under följande årtionde. På 1860-talet tillkom även apotek. År 1815 byggdes ett sockenmagasin strax norr om kyrkan. Det innehöll en spannmålsreserv som användes som låneinrättning och hjälpfond och på så vis blev en slags föregångare till sparbanken. Magasinet flyttades på 1860-talet och upphörde att användas på 1880-talet. År 1889 fick sparbanken sin första fastighet, norr om gamla apoteket. Här fanns också telefonstation inrymd. 1899 tillkom Kalmar–Torsås Järnväg och kring järnvägsstationen växte ett nytt centrum fram. Här fick också sparbanken en ny byggnad 1913, vars exteriör ännu är bevarad. De två centrumområden kom med tiden att växa samman. Söderåkra prästgård är en annan tidig byggnad som ännu finns kvar. Den uppfördes mellan 1806 och 1809. Den gamla prästgården hade legat norr om kyrkan, mitt emot nuvarande Kollinge gård.
Under 1900-talets senare del märks en nedgång för samhällets betydelse. Söderåkra hade varit centralort i Söderåkra landskommun sedan 1863, som 1971 uppgick i Torsås kommun med Torsås som centralort. År 1965 lades järnvägen ner och det centrum som funnits kring stationen försvann med tiden. Här finns i dag villabebyggelse. Ett nytt centrum växte slutligen fram i samhällets norra del. Planer för detta område hade funnits länge när ett nytt köpcentrum till slut invigdes 1980, "Möre köpcenter".

### Befolkningsutveckling
| Befolkningsutvecklingen i Söderåkra 1960–2020 | Befolkningsutvecklingen i Söderåkra 1960–2020 | Befolkningsutvecklingen i Söderåkra 1960–2020 | Befolkningsutvecklingen i Söderåkra 1960–2020 | Befolkningsutvecklingen i Söderåkra 1960–2020 |
| --------------------------------------------- | --------------------------------------------- | --------------------------------------------- | --------------------------------------------- | --------------------------------------------- |
|                                               |                                               |                                               |                                               |                                               |
| År                                            |                                               |                                               | Folkmängd                                     | Areal (ha)                                    |
| 1960                                          | 1960                                          |                                               | 529                                           |                                               |
| 1965                                          | 1965                                          |                                               | 567                                           |                                               |
| 1970                                          | 1970                                          |                                               | 592                                           |                                               |
| 1975                                          | 1975                                          |                                               | 804                                           |                                               |
| 1980                                          | 1980                                          |                                               | 925                                           |                                               |
| 1990                                          | 1990                                          |                                               | 1 030                                         | 133                                           |
| 1995                                          | 1995                                          |                                               | 1 032                                         | 135                                           |
| 2000                                          | 2000                                          |                                               | 981                                           | 135                                           |
| 2005                                          | 2005                                          |                                               | 963                                           | 136                                           |
| 2010                                          | 2010                                          |                                               | 912                                           | 135                                           |
| 2015                                          | 2015                                          |                                               | 943                                           | 160                                           |
| 2020                                          | 2020                                          |                                               | 934                                           | 159                                           |
|                                               |                                               |                                               |                                               |                                               |

## Samhället
I Söderåkra återfinns bland annat hotell, golfbana och köpcentrum. I Söderåkra finns också Söderåkra kyrka, sockenkyrka för Söderåkra socken och församlingskyrka till Söderåkra församling. Söderåkra har också skola för låg- och mellanstadium, barnomsorg och äldreomsorg samt sjukhem. 
Söderåkra omges av bördig jordbruksbygd i ett mestadels öppet slättlandskap. Här finns många fornminnen och andra kulturhistoriskt värdefulla miljöer. Närheten till kusten präglar området.